# Facultad de Ciencias Sociales (Universidad Nacional Mayor de San Marcos)
La Facultad de Ciencias Sociales de la Universidad Nacional Mayor de San Marcos (siglas: FCS-UNMSM) es una de las veinte facultades que conforman dicha universidad. La facultad en la actualidad, dentro de la organización de la universidad, forma parte del área de Humanidades y Ciencias Jurídicas y Sociales, y cuenta con las escuelas profesionales de Historia, Sociología, Antropología, Arqueología, Trabajo social y Geografía, que brindan tanto estudios de pregrado como de posgrado. El pabellón principal de la facultad se ubica dentro de la Ciudad Universitaria de la Universidad Nacional Mayor de San Marcos, en Lima, Perú. De forma especial, la escuela profesional de Geografía se ubica en el pabellón de la Facultad de Ingeniería Geológica, Minera, Metalúrgica y Geográfica, también ubicada en la ciudad universitaria.
Las primeras cátedras de estudios de ciencias sociales en la Universidad de San Marcos, acontecidas a fines del siglo XIX, son el origen directo de los estudios universitarios de ciencias sociales en el Perú. En líneas generales, la facultad tiene sus primeros antecedentes en los inicios del estudio de historia en el Perú a través de las primeras cátedras de esta materia esbozadas en la Universidad de San Marcos en el siglo XIX. De esta manera, las signaturas de Historia antigua, Historia moderna e Historia de la filosofía, fueron introducidas en el año de 1857. No fue sino hasta 1896 cuando se creó la primera cátedra de ciencias sociales: la de Sociología, que formó parte de la Facultad de Letras. Posteriormente, la década de 1920 verá el nacimiento de las cátedras de Arqueología americana y del Perú, y de Geografía social del Perú. Hacia 1962, los institutos creados en la Facultad de Letras fueron denominados departamentos. Dos años más tarde, la escuela de servicio social —creada en 1937— se incorporó a la universidad. Tras la promulgación de la Ley Orgánica de la Universidad Peruana en 1969, los entonces departamentos fueron denominados programas académicos, organizados por el departamento de ciencias histórico-sociales. Finalmente, en 1984 se creó la Facultad de Ciencias Sociales, de manera que los antes denominados programas académicos dejaron de depender de la Facultad de Letras, situación que se mantiene hasta la actualidad.
La Facultad de Ciencias Sociales acogió en sus aulas a estudiantes y catedráticos que han destacado como científicos sociales, entre los que se puede distinguir a Julio C. Tello, antropólogo y docente universitario, considerado el padre de la arqueología peruana; Jorge Basadre, historiador e historiógrafo de la etapa republicana del Perú; Ella Dunbar Temple, historiadora y primera mujer en ejercer una cátedra universitaria; Raúl Porras Barrenechea, historiador, diplomático y educador; José María Arguedas, escritor indigenista y antropólogo; y Ruth Shady Solís, arqueóloga pionera en el estudio de la civilización Caral.

## Historia

### Asignatura de Ciencias Sociales

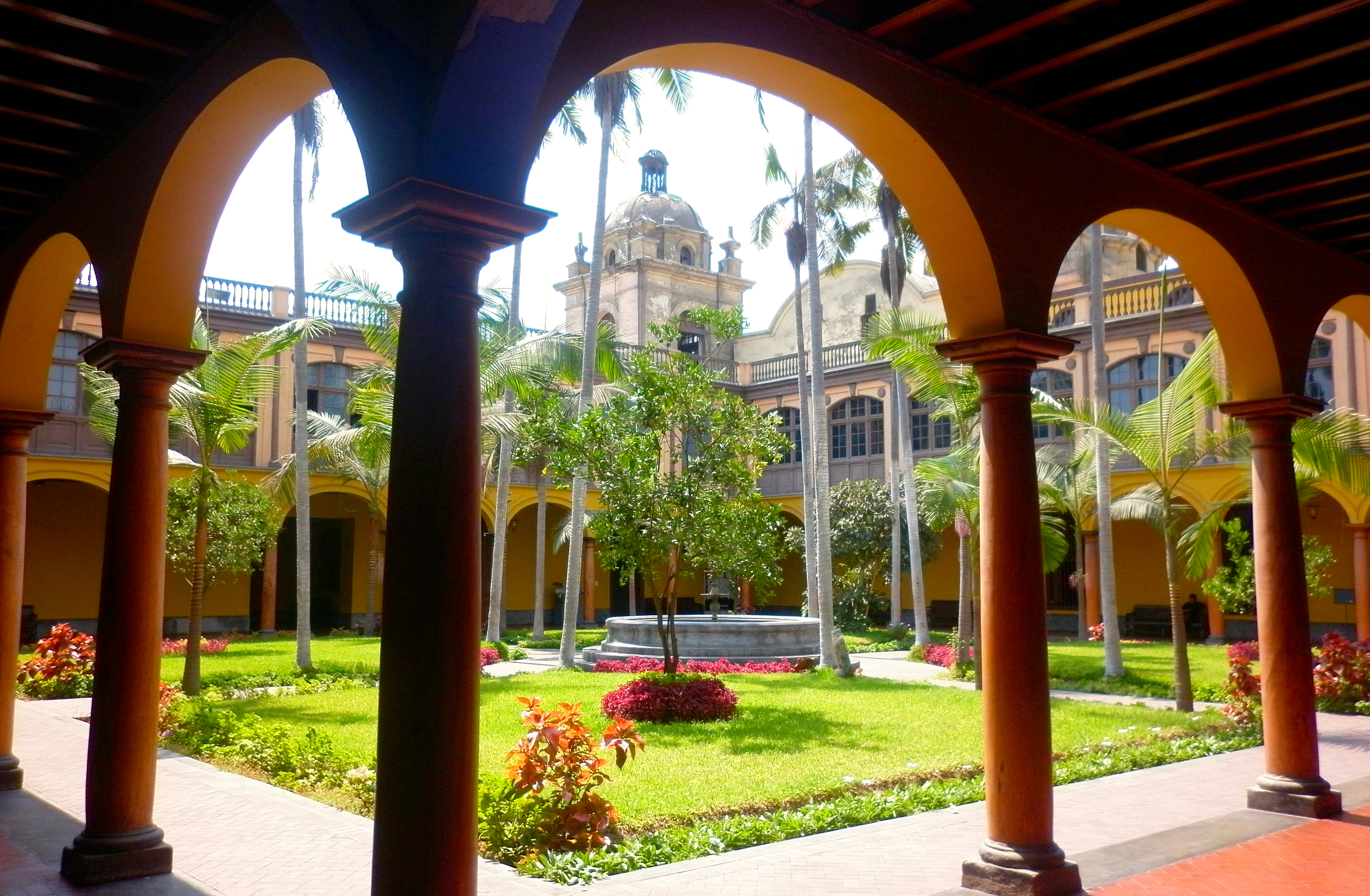
Patio de Letras de la antigua Casona de la Universidad de San Marcos. Entre los años 1875 a 1966, funcionó aquí la Facultad de Letras, donde se inició el dictado de cursos de ciencias sociales en el Perú.

La facultad tuvo sus primeros antecedentes en la implementación de asignaturas relacionadas con las ciencias sociales en las facultades de Letras, Jurisprudencia y Ciencias Naturales. En 1857 se incorporaron la asignatura de Historia Antigua en la Facultad de Letras; la asignatura de Historia Moderna en la Facultad de Jurisprudencia y la asignatura de Historia de la Filosofía en la Facultad de Ciencias Naturales. Posteriormente, entre los años 1868 y 1871, las asignaturas de Historia General de la Civilización, Historia del Perú y Antigüedades Peruanas se incluyeron en la Facultad de Letras. En el año de 1910 se implementó el curso de Historia del Arte. En el caso de la Geografía —y de manera similar a la enseñanza de la Historia—, luego de haber sido promovida en la educación secundaria y superior, el curso de Geografía Histórica se dictó en la Facultad de Letras entre los años 1866 y 1868 con carácter voluntario. Gracias a la promoción de la geografía como ciencia auxiliar a la historia, llevada a cabo por el entonces decano Sebastián Lorente, dicho curso fue mantenido en los planes curriculares hasta el año de 1870.

«En la apertura de la Universidad reformada del año 1866, el doctor don Sebastián Lorente pronunció un hermoso discurso en el que, "prefiriendo lo útil a lo brillante", se ocupó de la enseñanza de la Filosofía, Historia y Literatura, estudios que "deben ser tan vastos como profundos". Entre muchas otras cosas, dijo el doctor Lorente lo que sigue:[...] débese estudiar ampliamente, la Historia de la Filosofía y los Principios del conocimiento. Pero, —decía Lorente—, ese estudio, al llegar, a teorías muy elevadas, corre el riesgo de degenerar en sutilezas. Para evitar que tal suceda, preciso es no desvincularle de la realidad, estudiar la Historia, no ya narrativa solamente, sino crítica y con especiales aplicaciones al Perú. La Historia debe ser una síntesis de la civilización, una "reseña cronológica-geográfica, a la manera de Bossuet"».
Carlos Wiesse Portocarrero

### Cátedras de Ciencias Sociales

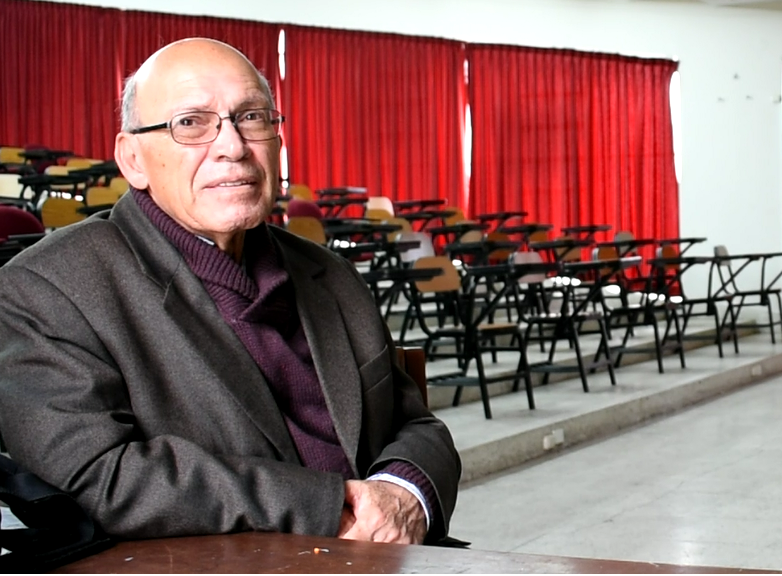
César Germaná Cavero, sociólogo, docente emérito por la Universidad Nacional Mayor de San Marcos brindado una entrevista en el Auditorio "Raúl Porras Barrenechea" de la Facultad de Ciencias Sociales, en el 2018.

La primera cátedra de ciencias sociales fue la de Sociología, creada en 1896 bajo la dependencia de la Facultad de Letras por disposición del Ministerio de Instrucción y Culto—. Enmarcado en el desarrollo del pensamiento social moderno en el Perú —como parte de la polémica sostenida entre el positivismo y el biologicismo—, fue Mariano H. Cornejo Zenteno el encargado de dictar dicha cátedra, labor que continuó en 1908 Carlos Wiesse Portocarrero y Roberto MacLean y Estenós entre los años de 1928 a 1953. La sección doctoral de la Facultad de Letras implementó el curso de Sociología Nacional en el año de 1929. En 1956 se creó el Instituto de Sociología; sin embargo, fue recién en 1961 cuando dicha materia pudo transformarse en el Departamento de Sociología dependiente de la Facultad de Letras. Su institucionalización fue posible gracias al apoyo de la UNESCO; el objetivo fue formar profesionales capaces de resolver problemas de tipo social:

«En el Perú, los primeros sociólogos no se dedicaron profesionalmente a esta disciplina. Son mayormente abogados y políticos, aunque también hay un ingeniero. Es el caso de Joaquín Capelo (1852-1925), de Mariano H. Cornejo (1866-1942) y, sobre todo, de los integrantes de la llamada «generación del novecientos», —entre ellos, particularmente, Francisco García Calderón (1883-1953)—. Recién en los años sesenta aparecerá el sociólogo profesional con la institucionalización de la sociología cuando se crea el Departamento de Sociología de la Universidad Nacional Mayor de San Marcos (1961) y del Departamento de Ciencias Sociales de la Pontificia Universidad Católica del Perú (1964) [...] El ideal de los sociólogos fue el trabajo intelectual comprometido con la transformación social. Todavía no tenían un rol profesional definido socialmente, pero, al decir de José Medina Echevarría, intentaban formar parte, «dentro de la extensa familia de la inteligencia, a los que son capaces de asumir una actitud crítica y no meramente técnica».
César Germaná Cavero

«La formación inicial de la sociología en el Perú tuvo una influencia del estructural-funcionalismo en los aspectos teóricos, mientras que en la metodología se desarrollaba una concepción positivista y cuantitativa [...] se institucionaliza en un debate abierto entre perspectivas diferentes, el estructural-funcionalismo y la teoría marxista».
Julio Mejía Navarrete

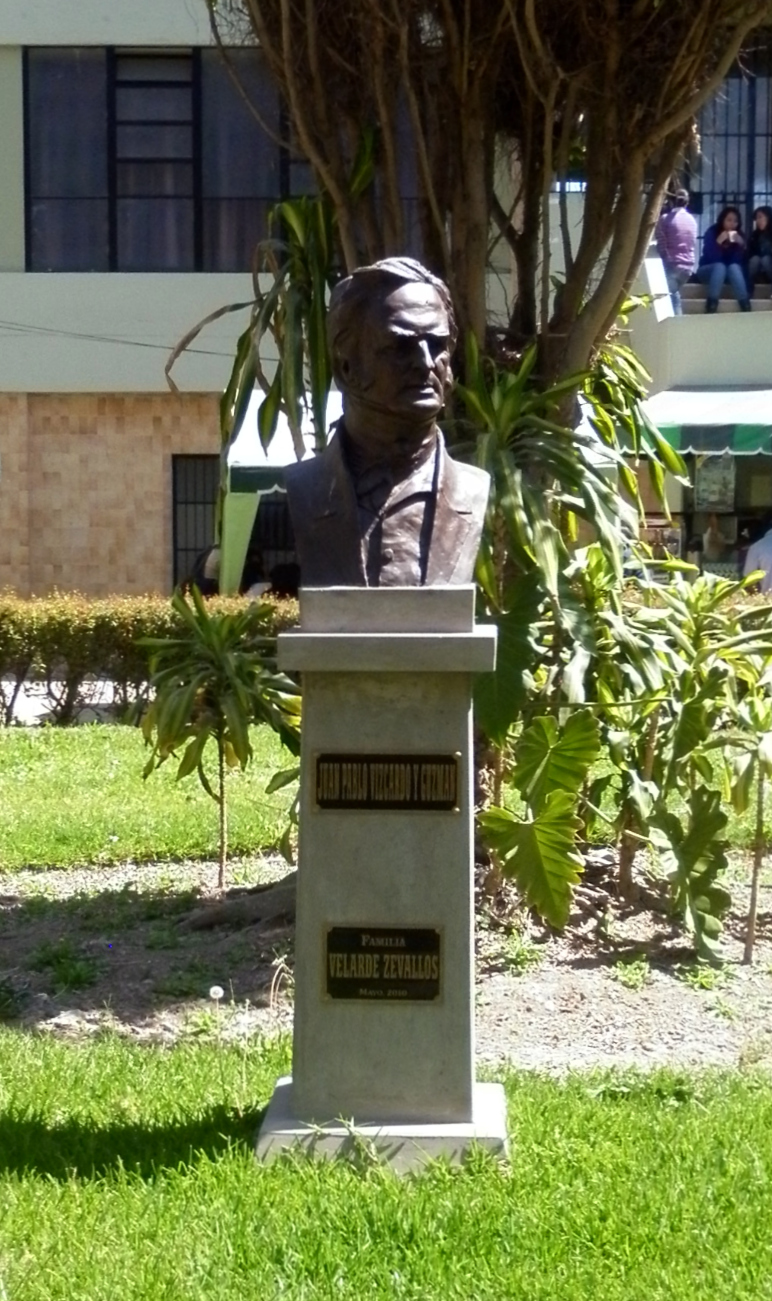
Monumento de Juan Pablo Viscardo y Guzmán en el exterior de la Facultad de Ciencias Sociales de la Universidad Nacional Mayor de San Marcos.

En 1920 se creó la cátedra de Arqueología Americana y del Perú. A su vez, durante la década de 1920, con la creación de la sección doctoral de la especialidad de Historia se inició la formación de especialistas en dicho ámbito. Cabe resaltar que la temprana enseñanza de dicha materia permitió no solo la formación de intelectuales como José de la Riva Agüero y Osma, sino que también posibilitó que estos ejerciesen la docencia a través de la cátedra de Historia —este último dictó en 1918 un curso sobre la civilización incaica—. Raúl Porras Barrenechea incursionó en la enseñanza universitaria en 1928 con el curso de Literatura Castellana para asumir un año después la cátedra de Conquista y Colonia. En el año 1945 hizo su aparición la primera mujer en obtener una cátedra universitaria: Ella Dunbar Temple, joven abogada e historiadora versada en temas como las instituciones prehispánicas, los linajes incas durante la colonia, entre otros. Precisamente, Dunbar Temple continuó impartiendo el curso de Instituciones del Perú Antiguo y Virreinal luego de abandonar los espacios de la Casona de San Marcos para instalarse en la recientemente inaugurada ciudad universitaria.
Por otro lado, la formación de antropólogos se llevó a cabo en 1946 mediante el Instituto de Etnología, creado por el historiador y antropólogo Luis E. Valcárcel—quien por ese entonces se desempeñaba como Ministro de Educación—. En el mismo año se creó el Instituto de Arqueología, el mismo que fue dirigido por Julio C. Tello. Este se integró en 1958 al Instituto de Etnología y pasó a denominarse Instituto de Etnología y Arqueología. Dicho instituto funcionó durante más de dos años en el local del entonces Museo de Arqueología de San Marcos ubicado en la calle Zamudio. El contexto de modernización universitaria favoreció también la promoción de la geografía a través de la creación de la Cátedra de Geografía Social del Perú, dictada como curso libre por Ricardo Bustamante Cisneros en la Facultad de Letras. Esta pasó a ser un curso obligatorio en el año de 1922 y para el año de 1928 fue denominado Geografía Humana del Perú. La enseñanza de dicho curso fue asumida en 1945 por Javier Pulgar Vidal, quien además creó en 1959 y asumió hasta 1975 las cátedras de Recuperación de recursos naturales, Geografía del Perú y Geografía del Perú monográfico.
Hacia el año 1962, los siete institutos creados en la Facultad de Letras pasaron a llamarse Departamentos, los mismos que asumieron la formación de alumnos de manera especializada a través de las Secciones Doctorales. Así, el espacio del extinto Instituto de Etnología y Antropología fue reemplazado por el Departamento de Antropología —que incluía la especialidad de Arqueología—, ubicado en el local de la Ciudad Universitaria, específicamente, hacia el ala izquierda del primer piso de la Vivienda Universitaria:

«[...] en la ala derecha funcionaba el Departamento de Lingüística. Los pisos superiores eran ocupados por los estudiantes; recuerdo que visitábamos allí a Jürgen Golte, compañero de aula y a Rodrigo Montoya, mi compañero de infancia. [...] En las aulas del primer piso se mantenía una intensa vida académica; entre los departamentos de Antropología y Lingüística se mantenía una fructífera relación; profesores como Alberto Escobar y Martha Hildebrandt nos hicieron comprender la estrecha vinculación que existe entre lenguaje y cultura. [...] Fue quizás la mejor época para la Antropología sanmarquina; la calidad de sus docentes y la cantidad de producción bibliográfica dan cuenta de ello. Algunos de nuestros profesores que recuerdo: Luis E. Valcárcel, Jorge C. Muelle,José María Arguedas, José Matos Mar, Fernando Silva Santisteban, John Murra, François Bourricaud, Henri Favre, Maurice Godelier, Nathan Wachtel, etc.».
Blas Gutiérrez

Creada en el año de 1937, la Escuela de Servicio Social se incorporó en 1964 a la Universidad Nacional Mayor de San Marcos según lo referido por la Ley n.° 15121. Dependía de la Facultad de Letras y los egresados recibían el título de Asistente Social.

### Departamento de Ciencias Histórico-Sociales
Tras la promulgación en el año 1969 del Decreto Ley 17437 (conocido como la Ley Orgánica de la Universidad Peruana), se crean los Departamentos Académicos con el fin de servir como núcleos desde donde se desarrollarían los cursos propios de cada Programa Académico. Así, la Universidad de San Marcos dispuso la creación del Departamento de Ciencias Histórico-Sociales, instancia que agrupó a los docentes de las diferentes especialidades con el fin de organizar la enseñanza de los cursos de Ciencias Sociales en toda la universidad. La implementación de la asignatura Fundamentos de la Ciencia Social garantizó la formación interdisciplinaria durante el periodo de estudios generales denominado Ciclo Básico —vigente tan solo durante dos años—.

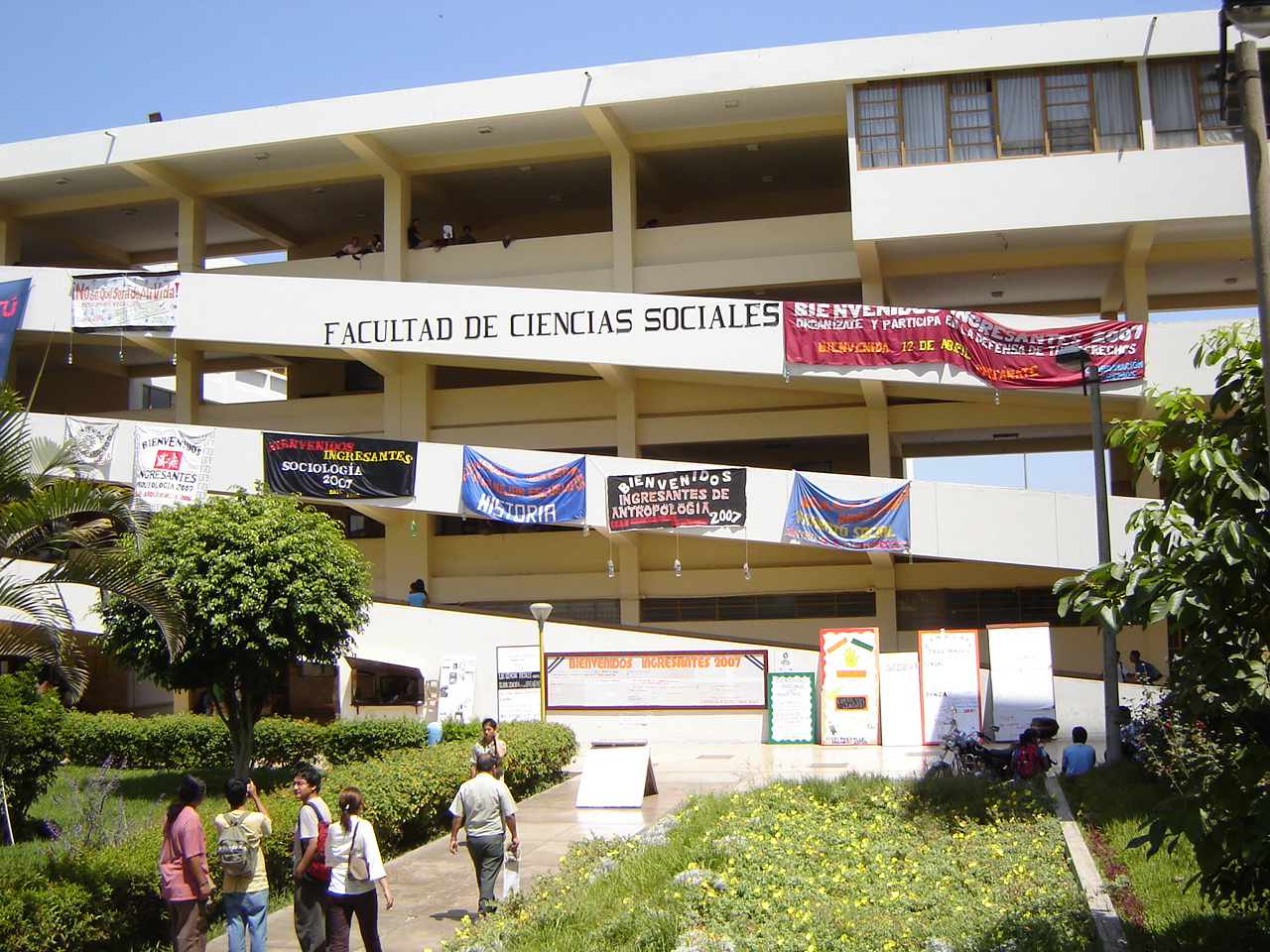
Vista frontal de la Facultad de Ciencias Sociales de la Universidad de San Marcos, en el 2007.

En suma, los exdepartamentos de Sociología, Antropología, Geografía e Historia y la otrora Escuela de Servicio Social pasaron a denominarse cada uno programas académicos. Los grados otorgados por la Dirección de Programas de Ciencias Histórico-Sociales fueron los de Bachiller en Ciencias Sociales y títulos de licenciado en las especialidades de Sociología, Antropología e Historia, y el título de Asistente Social —debido a que esta última era una carrera corta—. Fue en 1973 —mediante la Resolución n.º 1237-73-CONUP— cuando el Programa de Servicio Social se transformó en una carrera larga bajo la denominación de Programa Académico de Trabajo social, de manera que se expedía tanto el Grado de Bachiller en ciencias sociales como el Título de Licenciado. Dos años más tarde, se desdoblaron las especialidades de  Antropología y Arqueología, puesto que habían sido integradas previamente bajo el Programa Académico de Antropología.

### Facultad de Ciencias Sociales
En 1984, tras el establecimiento de una nueva estructura académica administrativa en concordancia con la Ley n.° 23733 —Ley Universitaria—, se creó la Facultad de Ciencias Sociales, medida contenida en el Estatuto de la Universidad de San Marcos promulgado en septiembre del mismo año. Esta tomó como base la dirección de programas de ciencias sociales, integrado por los programas académicos de Sociología, Antropología, Arqueología, Historia y Trabajo social; los cuales pasaron a denominarse Escuelas Académico-Profesionales. A las escuelas Académico-Profesionales se sumaron el Instituto de Investigaciones Histórico-Sociales, el Museo de Arqueología y Antropología y el Centro de Folclore, que pasaron a depender de la Facultad. A partir de 1995, se concretizó el funcionamiento de los Departamentos Académicos correspondientes a cada una de las especialidades que integran la facultad. Estas últimas pasaron de denominarse Escuelas Académico Profesionales (EAP) a llamarse Escuelas Profesionales (EP). El actual pabellón cuenta con aulas equipadas con equipos multimedia y un laboratorio de cómputo. El primer piso de la Facultad alberga el gabinete de Arqueología, la Biblioteca y  el auditorio principal José María Arguedas, mientras que la unidad de posgrado se ubica en el cuarto piso.

## Organización

### Gobierno
| Número | Decano(a)                           | Período   |
| ------ | ----------------------------------- | --------- |
| 1.º    | Víctor Andrés Medina Flores         | 1985-1988 |
| 2.º    | César Germaná Cavero                | 1988-1991 |
| 3.º    | Víctor Andrés Medina Flores         | 1991-1994 |
| 4.º    | Róger Hipólito Iziga Nuñez          | 1994-1995 |
| 5.º    | César Germaná Cavero                | 2000-2004 |
| 6.º    | Alejandro Rafael Reyes Flores       | 2006-2007 |
| 7.º    | Bernardino Ramírez Bautista         | 2007-2010 |
| 8.º    | Héctor Salazar Zapatero             | 2010      |
| 9.º    | Waldemar Espinoza Soriano           | 2010-2012 |
| 10.º   | Jorge Aquiles Rueda Huerta          | 2012-2014 |
| 11.º   | Alberto Bueno Mendoza               | 2014      |
| 12.º   | Jorge Elías Tercero Silva Sifuentes | 2014-2015 |
| 13.º   | Alida Isidora Díaz Encinas          | 2015      |
| 14.º   | Julio Mejía Navarrete               | 2016-2020 |
| 15.º   | Cristóbal Aljovín de Lozada         | 2020      |

En la actualidad, la Facultad de Ciencias Sociales está organizada en las siguientes instancias:
- Decanato: Según los estatutos de la Universidad Nacional Mayor de San Marcos, la máxima autoridad dentro de la facultad es el Decano. Este tiene como función principal: «La dirección de esta, dentro de las políticas universitarias que determinen los órganos superiores». Por obligación, el Decano debe ser un catedrático que tenga la categoría de titular; la duración del cargo es de tres años y está permitida la reelección para un segundo periodo no consecutivo. El actual decano de la Facultad de Ciencias Sociales es Cristóbal Aljovín de Losada.[26][27]

- Consejo de Facultad: Según los estatutos de la universidad, le corresponderá definir las políticas de desarrollo académico e institucional de acuerdo a los lineamientos y estrategias emanados de la Asamblea Universitaria y el Consejo Universitario. Lo conforma el Decano, que lo preside, además de los Directores de Escuela, profesores titulares y miembros del tercio estudiantil.[28]

- Dirección Académica: Según los estatutos universitarios, está encargada de brindar asistencia y apoyo académico a la facultad. También se encarga de coordinar y dirigir todas las actividades de comunicación e información del Decanato y el Consejo de Facultad hacia la comunidad de la Universidad Nacional Mayor de San Marcos.[28]

- Direcciones de Escuelas: De acuerdo al artículo veinticinco del estatuto universitario,[28] las Escuelas Profesionales (siglas: EP) son las unidades de la facultad encargadas de la formación de los estudiantes que cursan las carreras de pregrado. Tienen entre sus funciones principales elaborar, coordinar y ejecutar los currículos (plan) de estudios. El actual director de la EP de Antropología es Danny Pinedo García; la directora de la EP de Arqueología, Ruth Shady Solís; el director de la EP de Geografía, Juan Meléndez de la Cruz; el director de la EP de Historia, José Valdizán Ayala; la directora de la EP de Sociología, Ivonne Valencia León; y el director de la EP de Trabajo social, Jorge García Escobar.[29]

- Dirección Administrativa: Desarrolla acciones coordinadas que conducen a la optimización de los procesos académico-administrativos de la facultad, con el objetivo de mejorar la calidad de servicios. Administra los recursos económicos y realiza las acciones necesarias para la adquisición de bienes y servicios. La actual directora Administrativa es Erika Figueroa Anamaria.[29]

### Estudios académico-profesionales

#### Pregrado
A nivel de estudios de pregrado, la facultad cuenta con las siguientes seis escuelas profesionales:

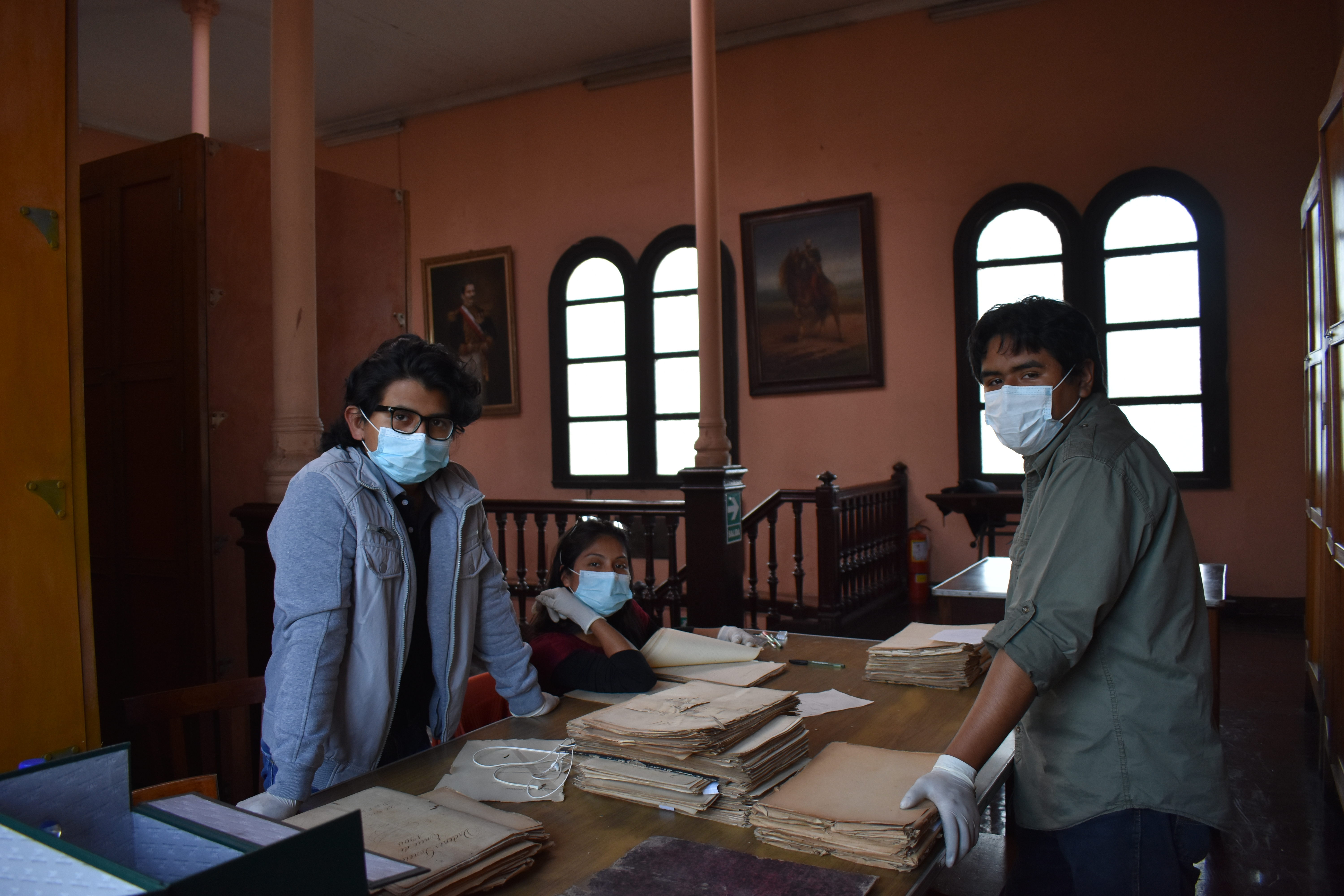
Estudiantes sanmarquinos de historia realizando labores de archivo en el Centro de Estudios Histórico Militares del Perú, en el 2018.

- Escuela Profesional de Historia: El plan de estudios dura cinco años, divididos en cuatro ciclos de estudios básicos (Escuela de Estudios Generales) y seis ciclos de especialidad (Escuela Profesional de Historia).[30] Concluidos satisfactoriamente los cinco años de estudio y tras haber obtenido una nota aprobatoria en la presentación de un trabajo de investigación,[31] se obtiene el grado de bachiller en Ciencias Sociales con especialidad en Historia.[32]  El título profesional de historiador es equivalente al de licenciado en historia, se puede obtener bajo las siguientes modalidades: sustentación de tesis, aprobación de un trabajo de suficiencia profesional u otra modalidad dispuesta por la Facultad.[31]
- Escuela Profesional de Sociología: Los cinco años de estudios se dividen en cuatro ciclos de estudios básicos (Escuela de Estudios Generales) y seis ciclos de especialidad.[33] Concluidos satisfactoriamente los estudios de pregrado, se obtiene el grado de bachiller en Ciencias Sociales, especialidad de Sociología,[34] ello tras haber obtenido una nota aprobatoria en la presentación de un trabajo de investigación.[31] El título profesional de sociólogo (equivalente al de licenciatura en Sociología) se puede obtener tras la sustentación de tesis, la aprobación de un trabajo de suficiencia profesional u otra modalidad dispuesta por la Facultad.[31]

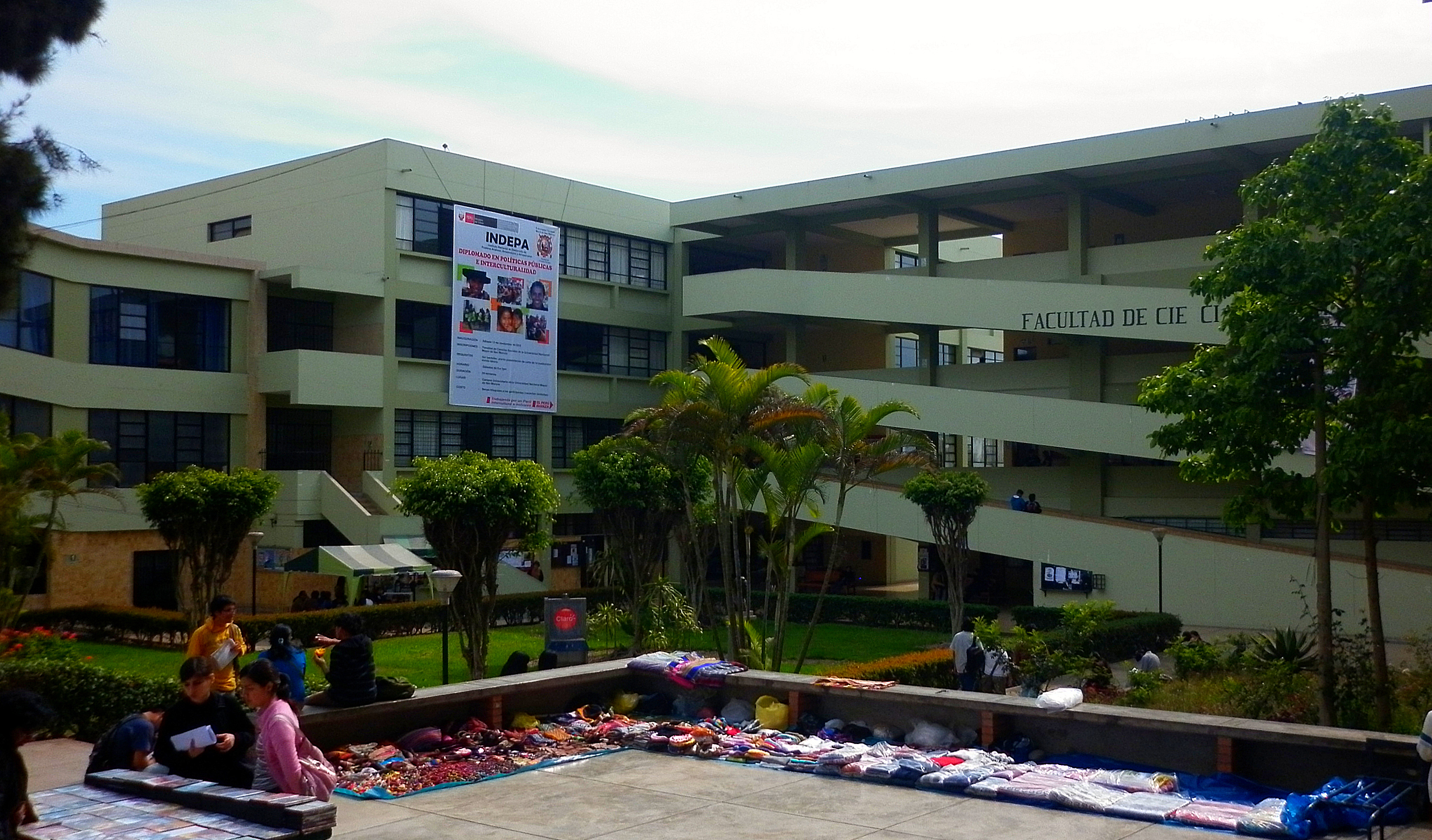
Pequeña feria de artículos en el exterior de Facultad de Ciencias Sociales de la Universidad de San Marcos, en el 2010.

- Escuela Profesional de Antropología: Los estudios de pregrado se dividen en cuatro ciclos (dos años) de estudios generales y seis ciclos (tres años) de especialidad.[35] Concluidos satisfactoriamente y tras haber obtenido una nota aprobatoria en la presentación de un trabajo de investigación,[31] se obtiene el grado de bachiller en Ciencias Sociales, especialidad de Antropología.[36] Se puede optar por el título profesional de antropólogo luego de la sustentación de tesis, la aprobación de un trabajo de suficiencia profesional u otra modalidad dispuesta por la Facultad.[31]
- Escuela Profesional de Arqueología: concluidos los cinco años de estudios —dos años de estudios generales y tres de especialidad—,[37] y tras haber obtenido una nota aprobatoria en la presentación de un trabajo de investigación,[31] se obtiene el grado de bachiller en Ciencias Sociales, especialidad de Arqueología.[32] El título profesional de arqueólogo se obtiene luego de haber sustentado una tesis, haber aprobado un trabajo de suficiencia profesional u proceder según otra modalidad dispuesta por la Facultad.[31]
- Escuela Profesional de Trabajo social: El plan de estudios dura cinco años, divididos en cuatro ciclos de estudios básicos (Escuela de Estudios Generales) y seis ciclos de especialidad (Escuela Profesional de Trabajo social).[38] Concluidos satisfactoriamente los cinco años de estudio y tras haber obtenido una nota aprobatoria en la presentación de un trabajo de investigación,[31] se obtiene el grado de bachiller en Ciencias Sociales, especialidad de Trabajo social.[32] El título profesional de Trabajador Social (equivalente al de licenciatura en Trabajo social) se puede obtener bajo las siguientes modalidades: la sustentación de tesis, la aprobación de un trabajo de suficiencia profesional u otra modalidad dispuesta por la Facultad.[31]

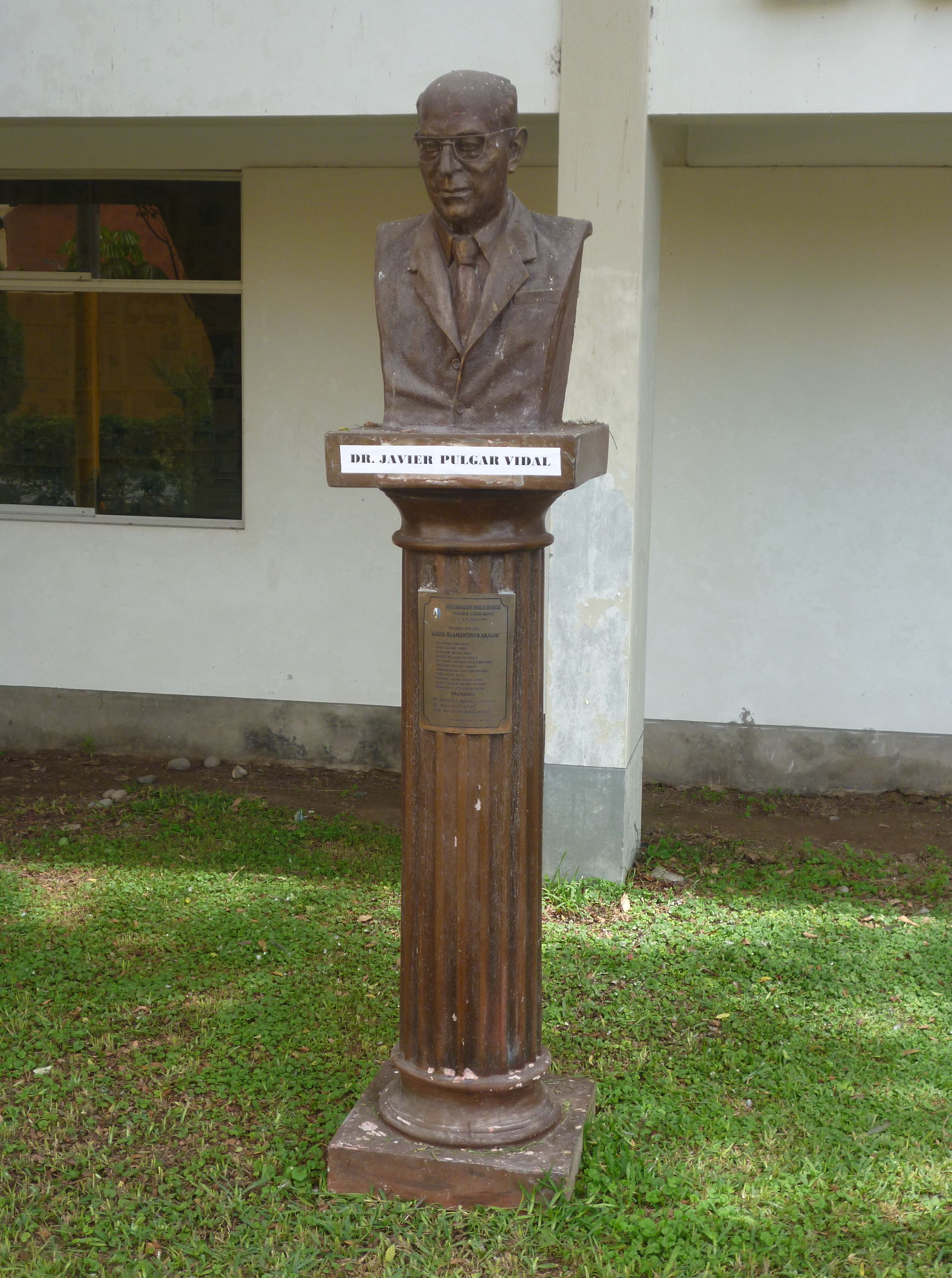
Monumento de Javier Pulgar Vidal en el exterior de la Escuela Profesional de Geografía de la Universidad Nacional Mayor de San Marcos.

- Escuela Profesional de Geografía: consta de cinco años de estudios,[39] una vez concluidos satisfactoriamente y tras haber obtenido una nota aprobatoria en la presentación de un trabajo de investigación,[31] se obtiene el grado de bachiller en Ciencias Sociales en la especialidad de Geografía. El título profesional de licenciado en geografía se puede obtener siguiendo una de estas modalidades: la sustentación de tesis, la aprobación de un trabajo de suficiencia profesional u otra modalidad dispuesta por la Facultad.[31]

#### Posgrado
La facultad ofrece diversos programas de posgrado con una orientación multidisciplinaria. El programa de maestría es de dos años, incluye cursos, seminarios, tutorías, un examen de calificación, una tesis y un examen de grado. La Facultad de Ciencias Sociales cuenta con Maestrías en Antropología; Arqueología Andina; Género y Desarrollo; Geografía con mención en Gestión y Ordenamiento Territorial; Gestión del Patrimonio Cultural; Historia; Sociología con mención en Estudios Políticos y Política Social con dos menciones: en Gestión de Proyectos Sociales y Promoción de la Infancia. También destaca el programa de doctorado con una duración de tres años, los cuales incluyen seminarios, tutorías, un examen de calificación, una tesis y un examen de grado. Ofrece doctorados en la especialidad de Arqueología, Antropología, Historia y Sociología. Además de los programas anteriores, también se brindan estudios de especializaciones y diplomados.

## Infraestructura y servicios

### Bibliotecas
La Facultad de Ciencias Sociales cuenta con su propia biblioteca especializada, la cual lleva el nombre del sociólogo sanmarquino Aníbal Quijano. Esta se encuentra interconectada a través del Sistema de Bibliotecas (siglas: SISBIB) con la Biblioteca Central Pedro Zulen de la Universidad de San Marcos. Esta unidad provee un apoyo esencial a la comunidad universitaria en el fomento del estudio, la docencia y la investigación. La biblioteca fue reinaugurada en mayo de 2019, se encuentra en el primer piso de la facultad y cuenta con las siguientes áreas de servicio:
- Espacios de lectura destinados al público en general
- Préstamo de libros
- Salas para trabajos grupales
- Área de Tesis, donde se puede realizar la lectura de tesis de pregrado y de posgrado de las seis especialidades.

## Investigación

### Institutos de investigación

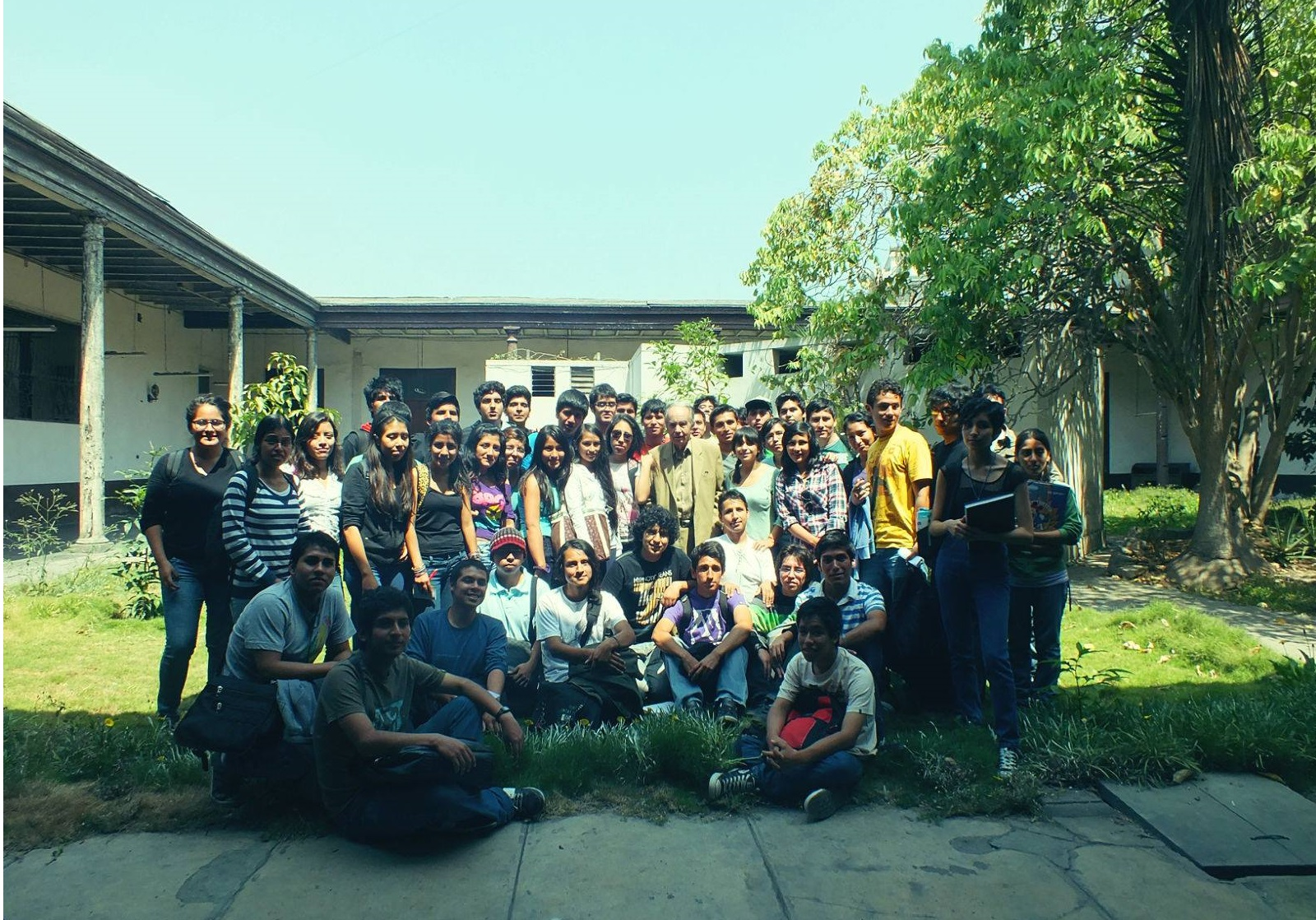
Pablo Macera al lado de jóvenes estudiantes sanmarquinos en el local del Seminario de Historia Rural Andina, ubicado dentro del Colegio Real de la Universidad Nacional Mayor de San Marcos.

La Facultad de Ciencias Sociales cuenta con dos Institutos de Investigación:
- Instituto de Investigaciones Histórico Sociales: fue fundado en el año 1988 con el objetivo de incentivar la labor de investigación a través de los talleres de investigación científica, los trabajos de tesis de pregrado, los incentivos al investigador, etc.[42] Con el fin de brindar un espacio para la publicación y fomentar la difusión de las investigaciones llevadas a cabo por dicho Instituto, se creó en 1995 la Revista del Instituto de Investigaciones Histórico Sociales,[43] denominada más tarde Investigaciones Sociales.

- Instituto Seminario de Historia Rural Andina: tras formularse como proyecto por el historiador Pablo Macera durante su estadía doctoral en Francia en la década de 1950, el Seminario de Historia Rural Andina fue creado en marzo de 1966 bajo la dependencia de la Facultad de Letras y Ciencias Sociales. Dicho centro de investigación surgió en un contexto de cambios sociales y políticos caracterizados por la movilización campesina. Tenía como objetivo indagar en el mundo andino y la economía rural, el mismo que se amplió a diferentes áreas de estudio en la posteridad.[44] Entre los años 1972 y 1990 estuvo integrado a la Dirección de Proyecto Social para pasar luego a ser un órgano de investigación bajo la dependencia del Rectorado entre 1991 y 2016, y finalmente constituirse como Instituto de Investigación dependiente de la Facultad de Ciencias Sociales desde junio de 2016.[45] Al interés por la historia y la economía —a través del trabajo de archivo, publicación de series estadísticas y monografías— se sumó la labor arqueológica —mediante la administración del Complejo Arqueológico de Pacopampa—, el interés por el arte popular, el trabajo de recopilación de la tradición oral andina y la ampliación temática hacia la cultura amazónica durante la década de 1990.[44] Tras carecer inicialmente de publicaciones periódicas, la Revista del Instituto Seminario de Historia Rural y Andina fue publicada por primera vez en 2017, en el marco de la celebración de los cincuenta años de creación del Seminario de Historia Rural Andina.

### Grupos de investigación
La facultad cuenta actualmente con los siguientes grupos de investigación:
- Afrodescendientes en Piura (PIURA)
- Arqueología andina y gestión de recursos culturales y naturales (ARQANBIO)
- Arqueología de la ciencia y las tecnologías andinas (ACTAS)
- Caral, arqueología y desarrollo social (ARQCARAL)
- Ciencia y sociedad en el Perú (CISPE)
- Cts Lima norte (CTSLN)
- Cultura de la desigualdad social en el Perú (CULDESI)
- Cultura y educación (INTERCUL)
- Desarrollo local y geodiversidad (DELOGE)
- Diseñando el Perú: estado, ciudadanía, intelectuales y política (PERÚ)
- Estado, nación y democracia en el Perú y América Latina (ENDPAL)
- Estudios coloniales peruanos (ESCOPE)
- Geo estudios territoriales (GETE)
- Geography masters (GEOMAS)
- Grupo de investigación sociedad y desarrollo (GISODE)
- Historia económica y social (GIHEYS)
- Historia global: Perú en los procesos de integración mundial (GLOBAL)
- Historia y ciudadanía activa (HYCA)
- Patrimonio y educación patrimonial (PATRIM)
- Políticas sociales en Perú (PSPERÚ)
- Red de investigación e incidencia socioeducativas para el mercado laboral (SOCIOEDU)
- Seminario de economía social, solidaria y popular (SESSP)
- Simbología de las montañas sagradas de los andes (APUMANTA)
- Sociedades prehispánicas del litoral (YUNGAS)
- Territorialidad, medio ambiente y poder (ESPIRAL)
- Territorio, historia, sociedad y cultura (TERRAHSOC)

Destaca el Seminario de Economía Social, Solidaria y Popular, grupo de investigación creado en el año 2014 por iniciativa del comité asesor de la entonces Escuela Académico Profesional de Sociología. Organizaciones como la Confederación Nacional Agraria; la Confederación General de Trabajadores del Perú; la Coordinadora Nacional de Pequeños Productores de Comercio Justo del Perú; la Central Interregional de Artesanos del Perú; la Federación Nacional de Mujeres Campesinas, Artesanas, Indígenas, Nativas y Asalariadas del Perú; la Confederación Campesina del Perú; entre otras, integran su denominado Consejo Social. Dicho grupo de investigación está a cargo del Observatorio de Economía Social, Solidaria y Popular, espacio implementado en el marco del convenio firmado con la Universidad del País Vasco con el fin de establecer alianzas, fortalecer y visibilizar las experiencias y saberes de las organizaciones de economías alternativas a la economía de mercado vigente.

### Publicaciones científicas y académicas
La Facultad de Ciencias Sociales expone sus principales investigaciones científicas en la publicación semestral de dos revistas: 
- Revista de Investigaciones Sociales:[51] Publicada por primera vez en 1995, se encuentra indexada en: El Repositorio Nacional Digital de Ciencia, Tecnología e Innovación (ALICIA Perú), Latindex, etc. Sus publicaciones se enfocan en estudios especializados (informes de investigación, artículos o ensayos) que abarcan distintas especialidades de las Ciencias Sociales bajo un formato de acceso abierto.
- Revista del Instituto Seminario de Historia Rural Andina:[52] Publicada por primera vez en 2017, se encuentra indexada en: El Repositorio Nacional Digital de Ciencia, Tecnología e Innovación (ALICIA Perú), Latindex, etc. Sus publicaciones se enfocan en artículos con perspectiva histórica que abarcan las especialidades del Área de Humanidades bajo un formato de acceso abierto.

Adicionalmente, la Facultad de Ciencias Sociales cuenta con una variada colección de revistas de investigación con publicaciones vigentes, tales como: Espiral, revista de geografías y ciencias sociales; Discursos del Sur, revista de teoría crítica en ciencias sociales; la Revista de Sociología; entre otras.